# Merredin
Merredin is een plaats in de regio Wheatbelt in West-Australië. Het ligt langs de Great Eastern Highway, 256 kilometer ten oosten van Perth en 326 kilometer ten westen van Kalgoorlie.

## Geschiedenis
De Nyaki-Nyaki Nyungah Aborigines zijn de oorspronkelijke bewoners van de streek. Merredin is vermoedelijk afgeleid van een aborigineswoord dat "plaats van de merrits" betekent. De 'merrit' is een boom die lokaal veel voorkomt en waarvan de aborigines speren maakten.
De eerste Europeaan die de streek aandeed was landmeter-generaal John Septimus Roe in 1836. Hij vond de streek droog en onleefbaar. Hulp-landmeter Charles Cooke Hunt bezocht de streek vijf keer rond 1864-66. Hij zag wel potentieel voor extensieve veeteelt. De eerste keer verkende hij de streek alleen. De tweede keer trok hij een pad van waterbron naar waterbron. De derde keer legde hij dammen en waterputten aan. Het pad dat hij zo ontwikkelde werd later bekend als de York Kalgoorlie Road.
In de jaren 1880-90 trokken er sandelhoutsnijders kriskras door de streek, van rotsformatie tot rotsformatie. De granieten rotsen vingen namelijk regen op. Onder en tussen de rotsen lagen plassen en groeide gras voor de paarden. Veetelers namen pastorale leases op. Door de vondst van goud in Southern Cross en later in Kalgoorlie en Coolgardie was er behoefte aan vervoer tussen Perth en de goudvelden. Langs de York Kalgoorlie Road was er water beschikbaar aan de voet van Merredin Rock. Er werden twintig kavels opgemeten in 1890 en een jaar later werd Merredin officieel gesticht. Geen van de kavels werd ooit verkocht. De Eastern Railway reikte tot Northam in 1886, werd doorgetrokken tot Southern Cross in 1894, tot Coolgardie in 1895 en uiteindelijk tot Kalgoorlie in 1897. Toen de spoorweg naar Southern Cross werd doorgetrokken, werd een station gebouwd net ten zuidwesten van Merredin.
Stoomlocomotieven dienden om de 50 à 60 kilometer water bij te tanken. Aan de voet van Merredin Rock bouwde het departement ruimtelijke ordening een dam om de regen op te vangen. De dam had een opvanggebied van 16 hectare en kon 34 miljoen liter water bevatten. Het water werd naar een watertoren gepompt die in 1893 naast een spoorwegemplacement werd recht getrokken. Op vier kilometer van het spoorwegemplacement had zich een klein dorpje, Hunt’s Dam, ontwikkeld rond een herberg langs de York-Kalgoorlie Road. Toen de spoorweg naar Southern Cross openging, verhuisde de herberg en het dorpje naar de omgeving van het station. In 1904 diende het locomotievendepot van Southern Cross naar het westen te worden opgeschoven. Het werd Merredin omdat het halverwege tussen Perth en Kalgoorlie ligt.
In 1903 werd C.Y. O'Connor's Goldfields Water Supply Scheme afgewerkt, een 565 kilometer lange pijpleiding waardoor water vanuit de Mundaring Weir tot in Kalgoorlie werd en wordt gepompt.
De Merredin Road Board werd opgericht op 9 juni 1911. Merredin werd een belangrijk spoorwegknooppunt na de opening van de spoorlus naar Dowerin in 1911, de Bruce Rock-Quairading-York-spoorweg in 1913, de Bruce Rock-Corrigin-Narrogin-spoorweg in 1914 en de Narrogin-Narembeen-spoorweg in 1923.
Tijdens de Tweede Wereldoorlog werd er gevreesd voor een Japanse inval, zeker na de Japanse luchtaanvallen op Broome en Darwin. Merredin was een spoorwegkruispunt waarlangs van overal gewonden konden worden aangevoerd. Het lag ver genoeg landinwaarts zodat Japanse vliegtuigen er niet konden geraken zonder bij te tanken. De RAAF vestigde een voorraaddepot in Meredin. Er werd ook een militair hospitaal en een communicatiebasis gebouwd. Na de oorlog werden het hospitaal een tijdje gebruikt als jongerencentrum en als aboriginesreservaat. In 2007 maakte de National Trust een historische site van het hospitaal.
De Merredin Road Board werd in 1961 vervangen door de Shire of Merredin. De Eastern Goldfields Railway (Perth-Kalgoorlie) werd in 1966 verbreed tot de standaardmaat en Merredin kreeg een nieuw spoorwegstation. Het oude station werd een spoorwegmuseum. Alle nevenlijnen bleven smalspoor. Daarom werden er nieuwe graanopslag- en overslagfaciliteiten gebouwd. Tegen 1969 werden alle stoomlocomotieven vervangen door diesellocomotieven en ging de stoomlocomotievendepot toe.

## Beschrijving
In een straal van 100 kilometer rond Merredin wordt 40% van West-Australiës graan verbouwd. Het Dryland Research Institute en de Wongan Hills Reserach Station doen onderzoek naar graanvariëteiten en ziekten. Merredin heeft de grootste graanoverslagcapaciteiten van de staat met een opslagcapaciteit van 470.000 ton.
In 2021 telde Merredin 2.604 inwoners, tegenover 2.669 in 2006.
Merredin is het administratieve en dienstencentrum van de streek en heeft een bibliotheek, een olympisch zwembad, een theater en een toerismekantoor.

## Toerisme
Het toerismekantoor van Merredin bedient de hele centrale wheatbelt. In en rond Merredin zijn te zien:
- Het Cummins Theatre is een art-deco-gebouw uit 1928. De belendende Tivoli-zaal uit 1897 werd in 1927 per trein vanuit Coolgardie naar Merredin vervoerd en er heropgebouwd.[16]
- Het oude spoorwegstation huisvest een spoorwegmuseum.
- Het Merredin Military Museum stelt stukken tentoon uit de periode tijdens de Tweede Wereldoorlog toen Merredin als terugvalbasis werd ingericht voor het geval er een Japanse invasie zou plaatsvinden.
- De Railway Water Tower uit 1893 die tot in de jaren 1960 gediend heeft is nog te bezichtigen.
- De Railway Dam uit 1893 aan de Merredin Rock wordt nog gebruikt om parken en tuinen te bewateren. Men kan er de Merredin Peak Heritage Trail wandelen in Merredin’s National Forest.
- Aan de ruïnes van het Army Hospital uit 1942 staan informatieborden over Merredin tijdens de Tweede Wereldoorlog.
- Merredin Number 4 Pump Station maakt deel uit van de Golden Pipeline Heritage Trail.
- Tijdens een Njaki Njaki Aboriginal Cultural Tour bekijkt men Merredin en omgeving door de ogen van de oorspronkelijke aboriginesbevolking.
- De Merredin Waterfall werd aangelegd om de vrouwelijke pioniers te eren.[17]
- De Merredin Collgar Wind Farm is een windmolenpark met 111 windmolens.
- Op de graansilo's van de CBH Group is werk te zien van Kyle Hughes-Odgers, een kunstenaar uit Perth. Ze maken deel uit van de PUBLIC Silo Trail.

## Transport
Merredin heeft een spoorwegstation dat bediend wordt door de Prospector die tussen Perth en Kalgoorlie spoort en door de Merredinlink vanuit Perth die Merredin als eindhalte heeft.
De luchthaven van Merredin is voor honderd jaar uitgeleend aan China Southern Airlines. De luchtvaartmaatschappij leidde er haar piloten op. In 2017 werd de vliegschool gesloten om veiligheidsredenen. De Royal Flying Doctor Service en private vliegtuigen kunnen er zonder problemen landen.
Merredin ligt langs de Great Eastern Highway. Er werden een aantal alternatieve toeristische routes uitgewerkt zoals de Golden Pipeline Heritage Trail, Pioneers’ Pathway, Wheatbelt Way en de Pathways to Wave Rock.

## Galerij

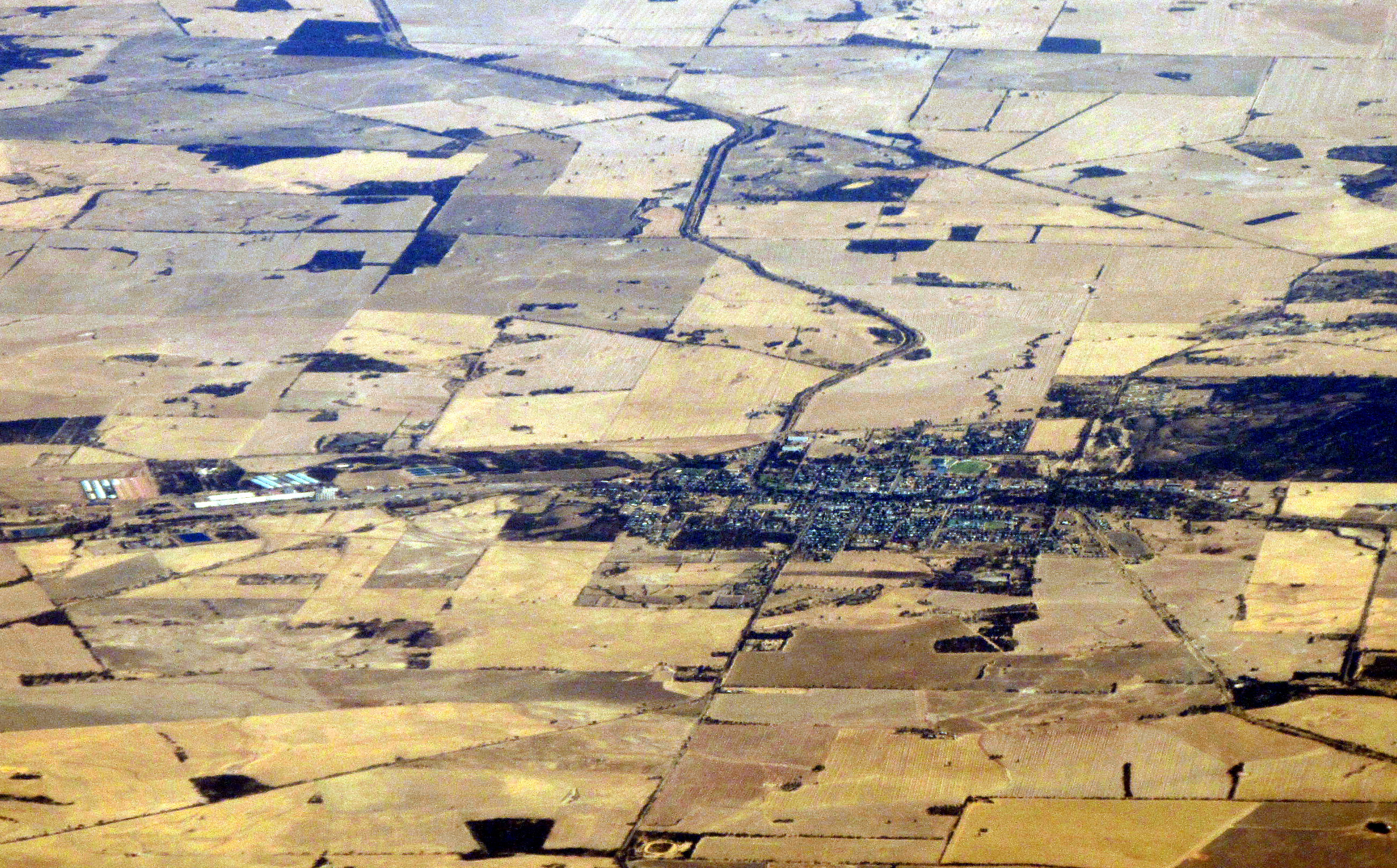
luchtfoto
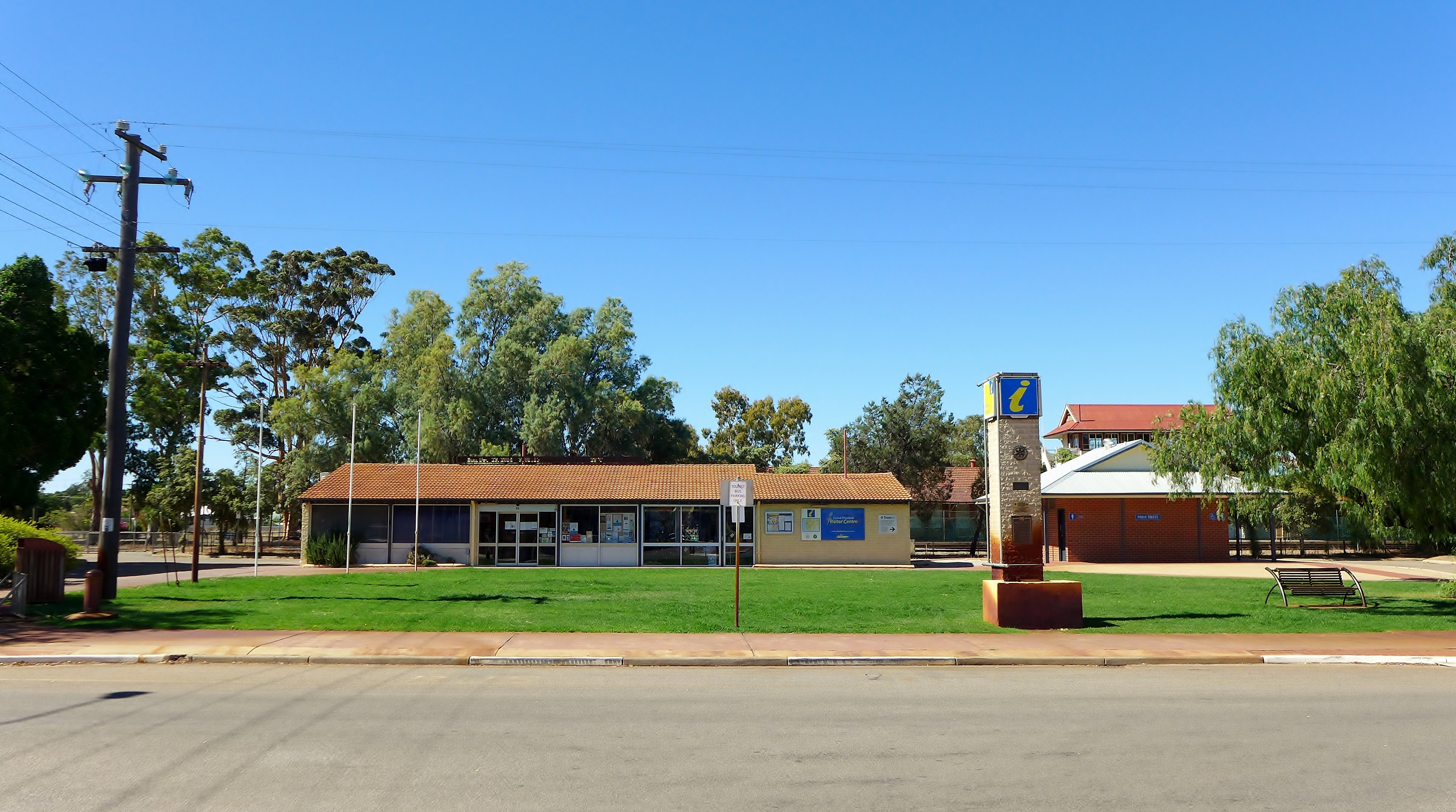
Central Wheatbelt Visitor Centre
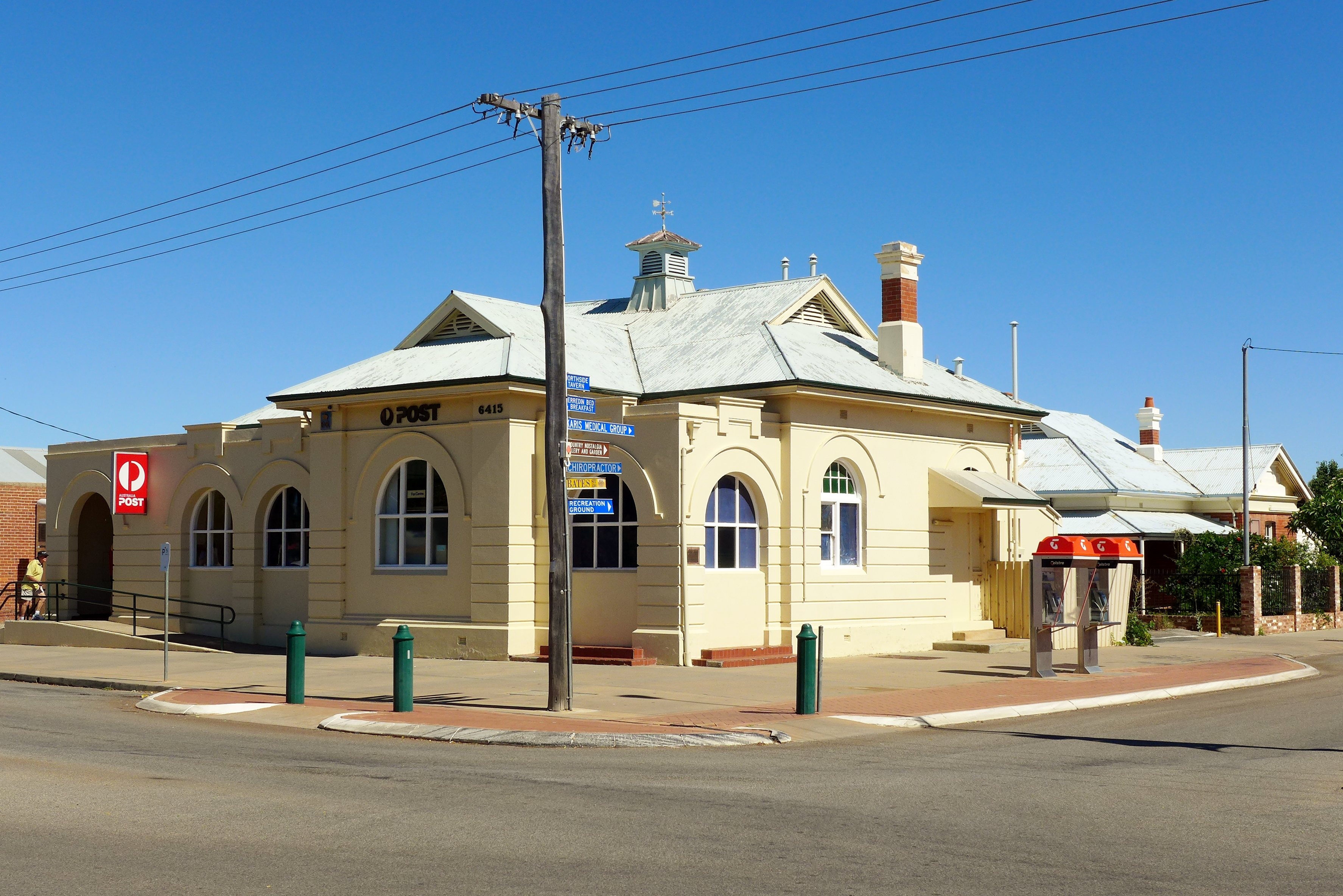
postkantoor
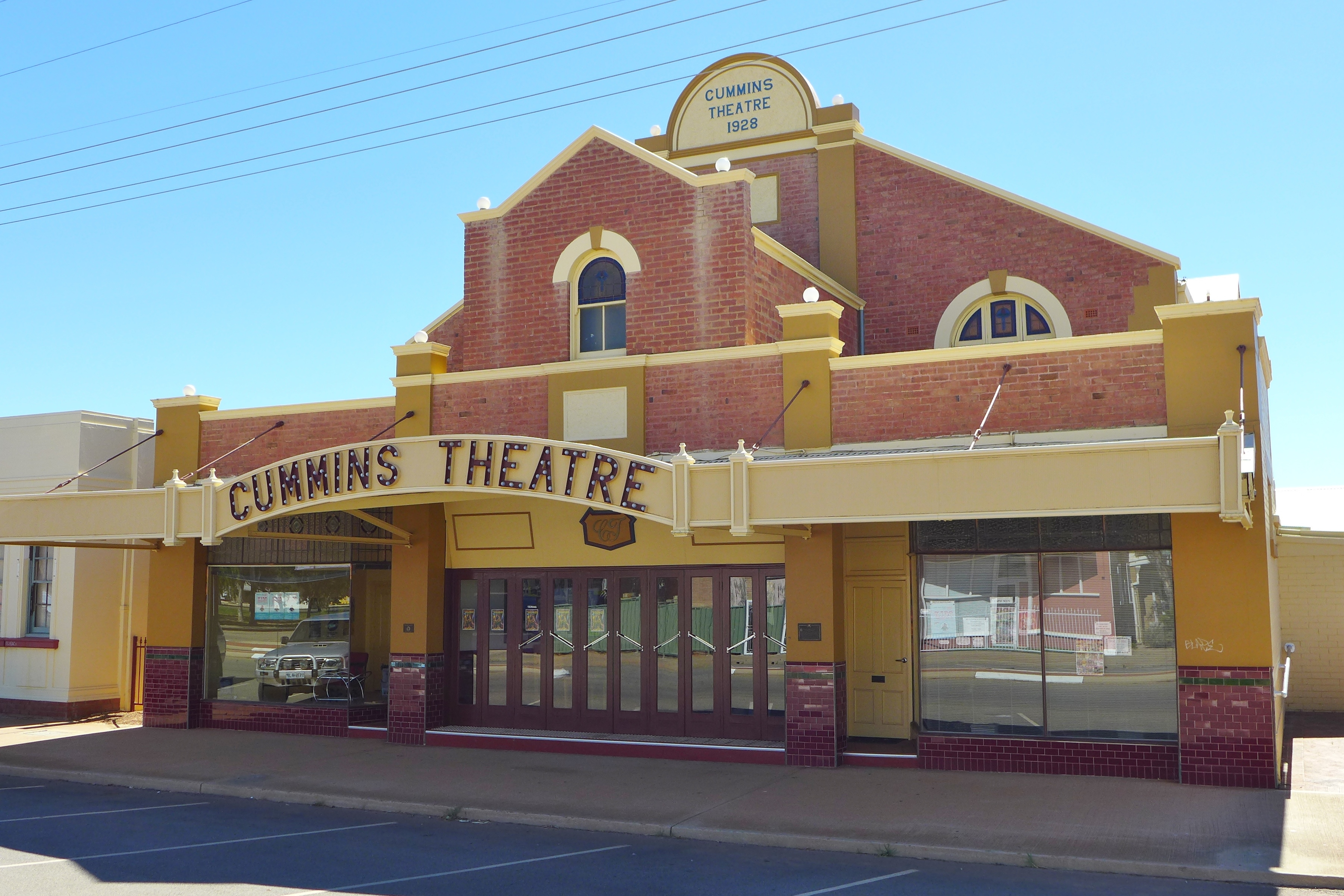
Cummins Theatre
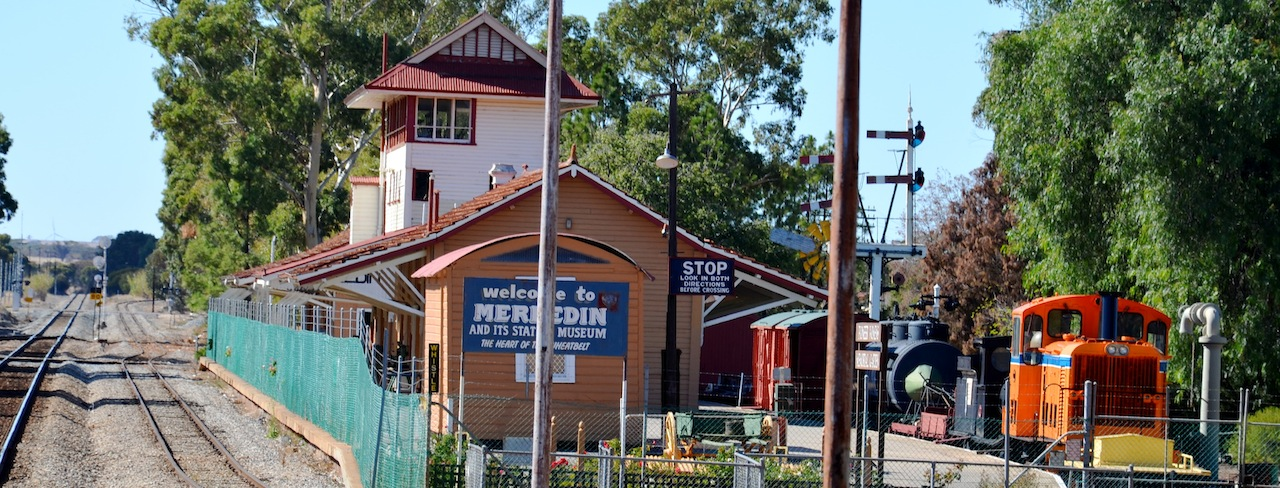
spoormuseum
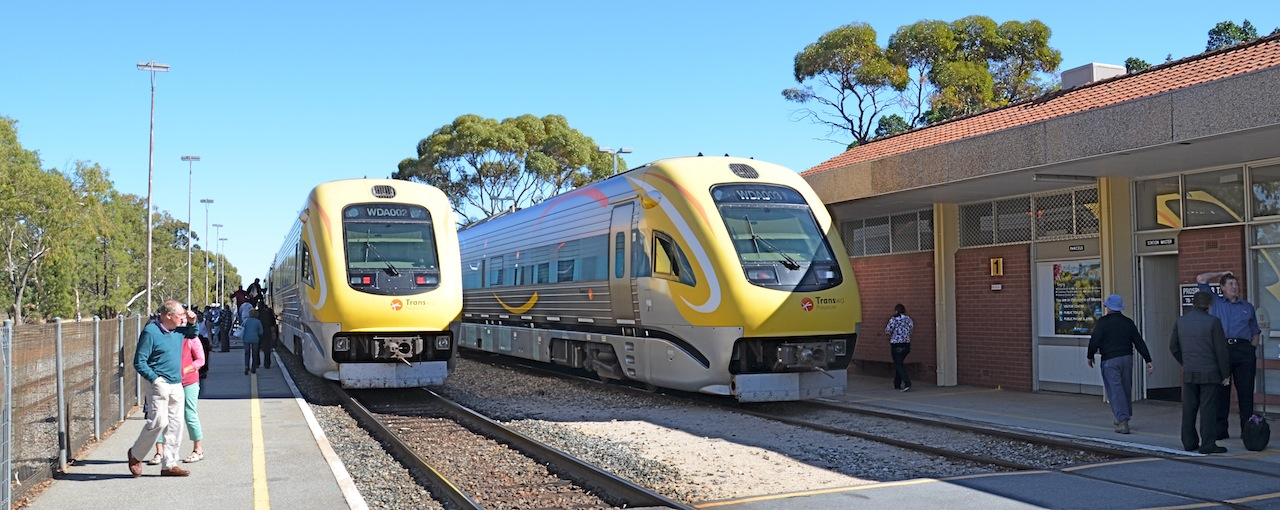
spoorwegstation
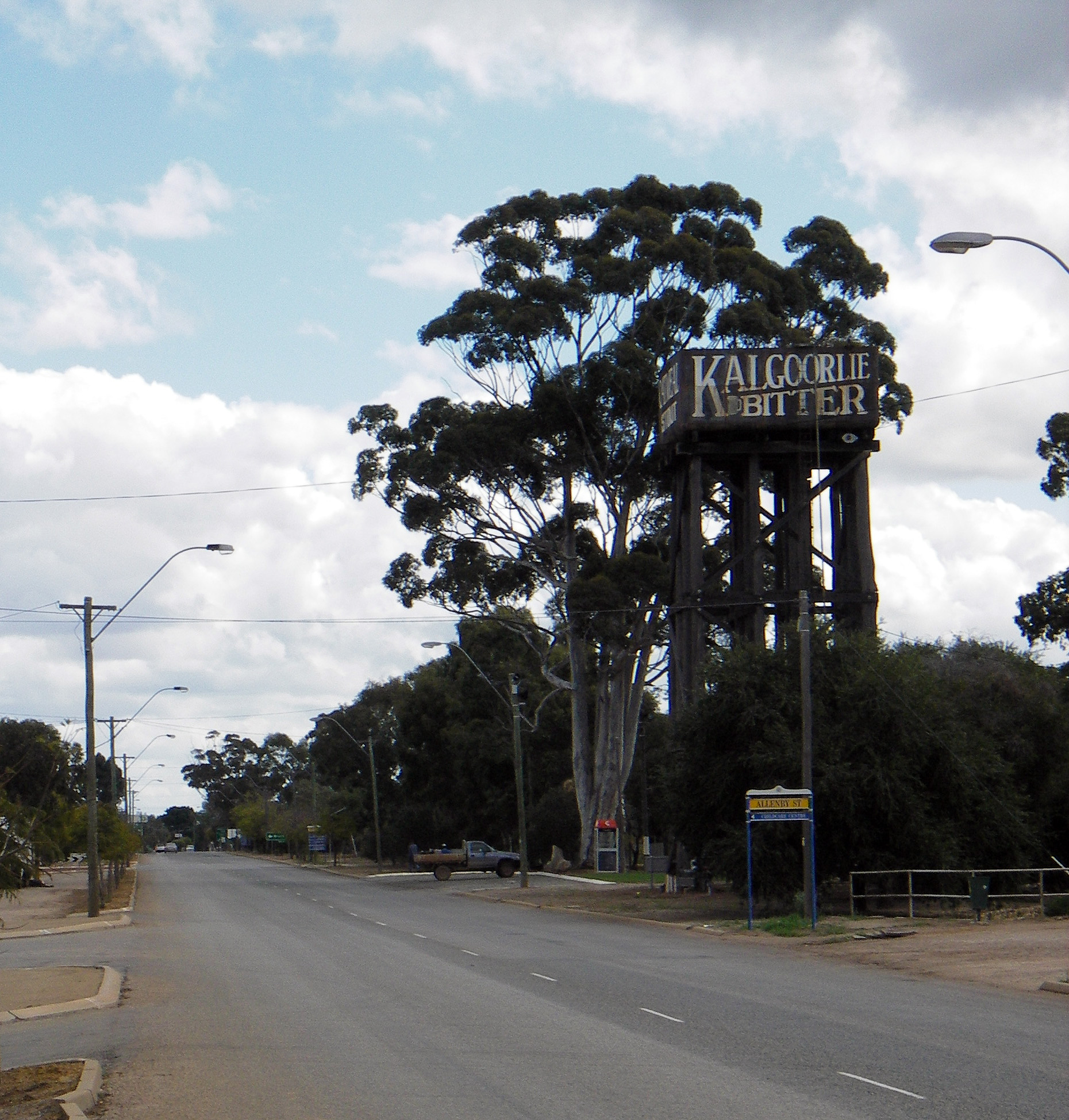
oude watertoren
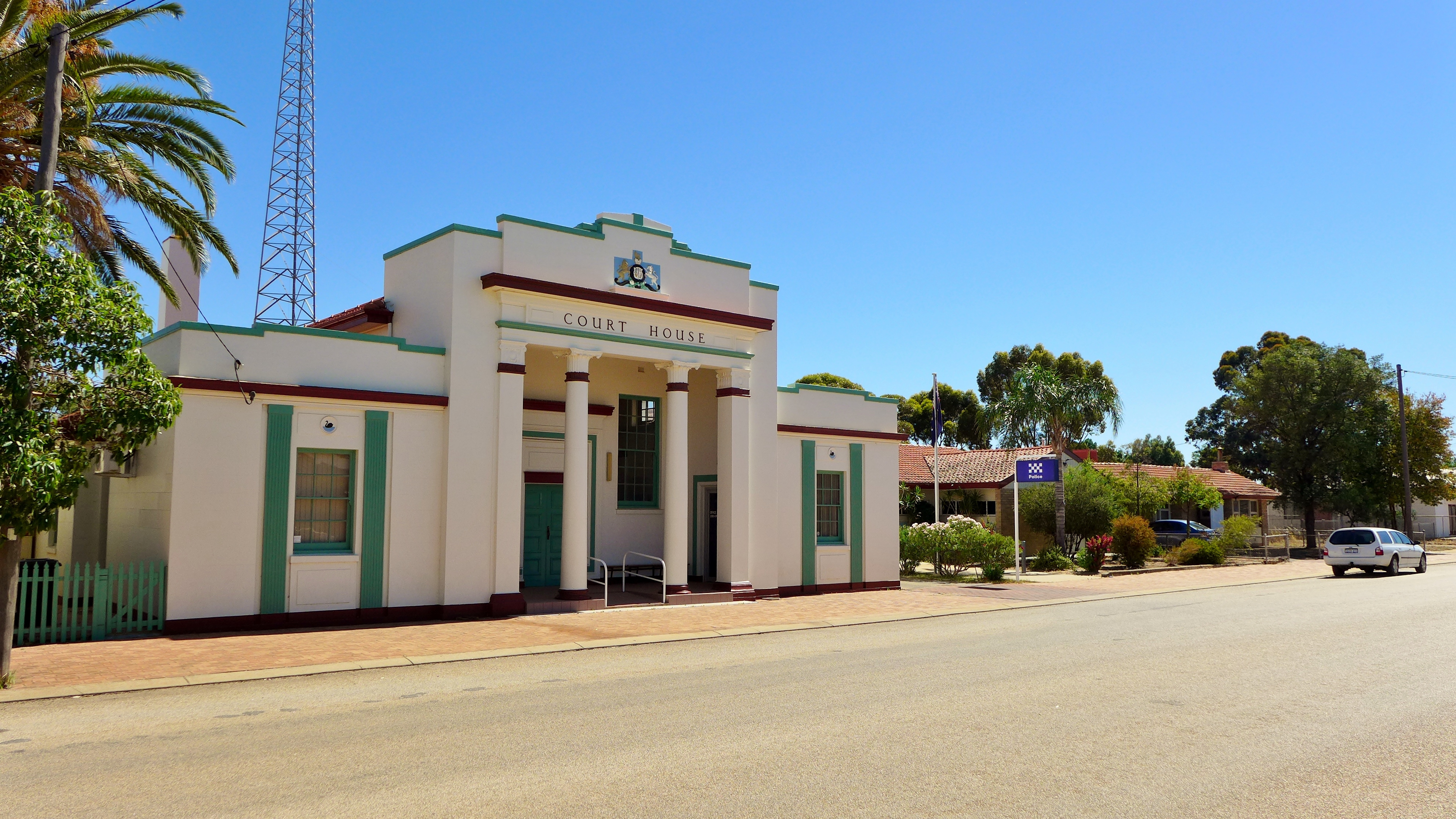
gerechtszaal
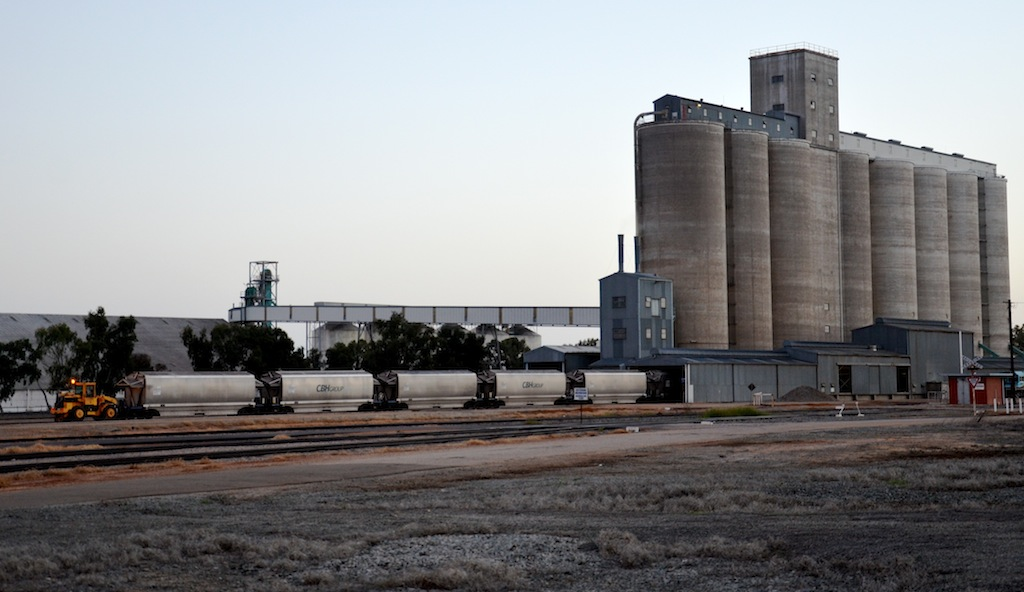
graansilo's
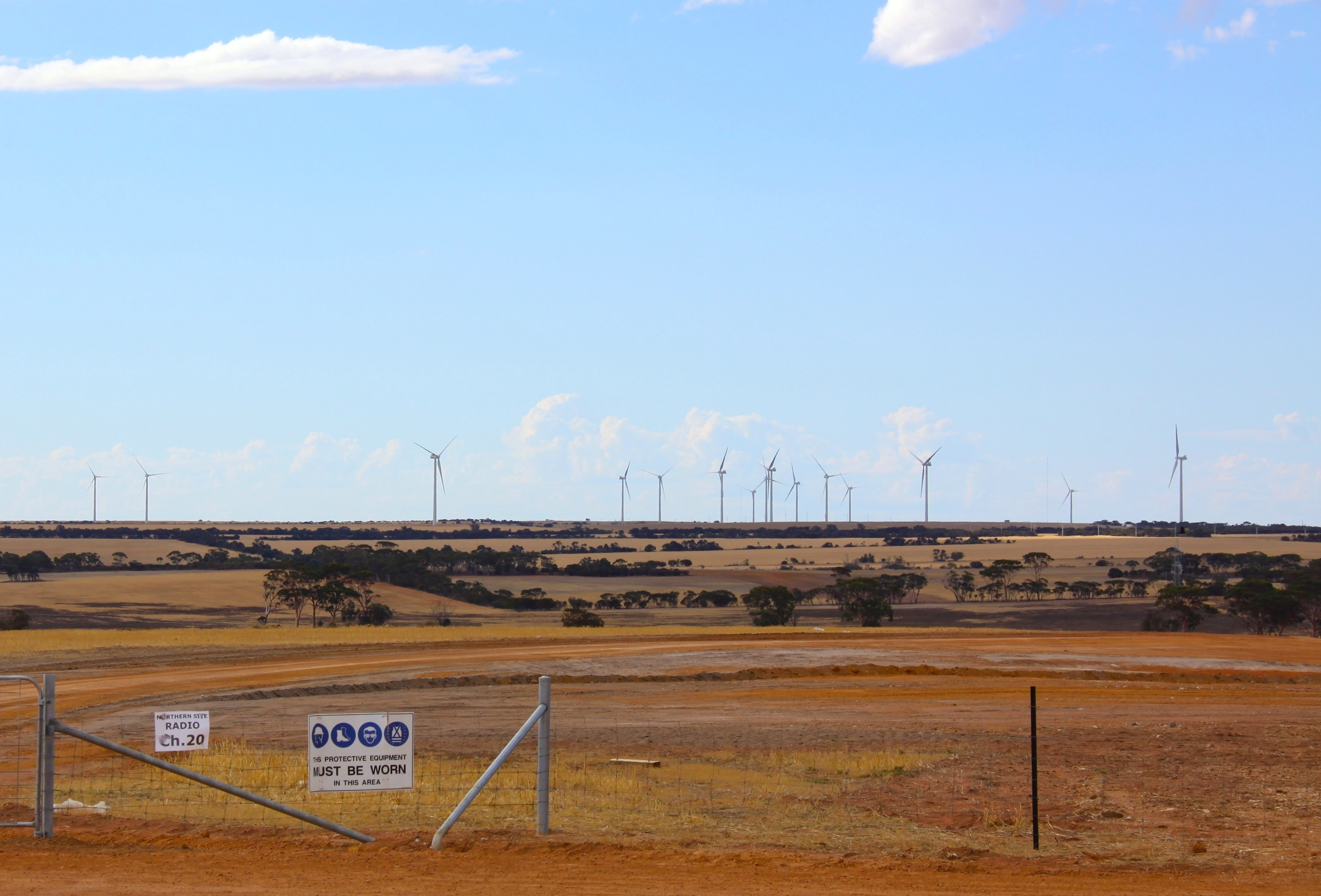
Merredin Collgar Wind Farm

## Klimaat
Merredin kent een steppeklimaat.
| Maand                                  | jan  | feb  | mrt  | apr  | mei  | jun  | jul  | aug  | sep  | okt  | nov  | dec  | Jaar  |
| -------------------------------------- | ---- | ---- | ---- | ---- | ---- | ---- | ---- | ---- | ---- | ---- | ---- | ---- | ----- |
| Gemiddeld maximum (°C)                 | 33,9 | 33,2 | 30,4 | 25,6 | 20,7 | 17,4 | 16,3 | 17,4 | 20,5 | 25,0 | 28,8 | 32,1 | 25,1  |
| Gemiddeld minimum (°C)                 | 17,8 | 18,1 | 16,3 | 12,9 | 8,9  | 6,7  | 5,5  | 5,5  | 6,7  | 9,8  | 13,3 | 15,8 | 11,4  |
|                                        |      |      |      |      |      |      |      |      |      |      |      |      |       |
| Neerslag (mm)                          | 14,9 | 15,4 | 21,1 | 22,8 | 40,0 | 48,6 | 50,4 | 39,2 | 25,7 | 18,7 | 14,7 | 14,1 | 325,6 |
| Regendagen (dag)                       | 1,8  | 1,8  | 2,5  | 3,1  | 5,6  | 7,8  | 8,5  | 7,4  | 5,0  | 3,6  | 2,4  | 1,8  | 51,3  |
| Relatieve luchtvochtigheid (%)         | 26   | 29   | 32   | 41   | 50   | 59   | 60   | 54   | 45   | 34   | 28   | 25   | 40,3  |
| Bron: Australian Bureau of Meteorology |      |      |      |      |      |      |      |      |      |      |      |      |       |

Aldersyde · Amery · Ardath · Arthur River · Baandee · Babakin · Badgingarra · Badjaling · Bailup · Bakers Hill · Balkuling · Ballaying · Ballidu · Beacon · Beenong · Beermullah · Bejoording · Belka · Bencubbin · Bendering · Benjaberring · Beverley · Bilbarin · Bindi Bindi · Bindoon · Bodallin · Bolgart · Bonnie Rock · Boolading · Booraan · Brookton · Bruce Rock · Bullaring · Bullfinch · Bulyee · Bungulla · Buntine · Burakin · Burracoppin · Cadoux · Calingiri · Campion · Caraban · Carrabin · Cataby · Cervantes · Chandler · Chittering · Clackline · Cold Harbour · Congelin · Coomberdale · Copley · Corrigin · Cowcowing · Crossman · Cuballing · Culbin · Cunderdin · Dalwallinu · Dandaragan · Dangin · Darkan · Dattening · Dongolocking · Doodlakine · Dowerin · Dudinin · Dumbleyung · Duranillin · Dwarda · Ejanding · Elabbin · Erikin · Gabbin · Gingin · Goomalling ·  Grass Valley · Greenhills · Guilderton · Gwambygine · Harrismith · Highbury · Hines Hill · Holt Rock · Hyden · Jelcobine · Jennacubbine · Jennapullin · Jitarning · Jurien Bay · Kalannie · Karlgarin · Kellerberrin · Kondinin · Kondut · Koojan · Koolyanobbing · Koorda · Korbel · Korrelocking · Kukerin · Kulin · Kulja · Kulyaling · Kunjin · Kununoppin · Kweda · Kwelkan · Kwolyin · Lancelin · Lake Brown · Lake Grace · Lake King · Ledge Point · Manmanning · Marvel Loch · Meckering · Meenaar · Merredin · Miling · Minnivale · Mogumber · Mokine · Moodiarrup · Mooliabeenee · Moora · Moorine Rock · Moorumbine · Moulyinning · Mount Hardey · Mount Kokeby · Mount Walker · Muchea · Mukinbudin · Muntadgin · Nalya · Nangeenan · Narembeen · Narrogin · New Norcia · Newdegate · Nilgen · Nokaning · North Bannister · Northam · Nukarni · Nungarin · Pantapin · Piawaning · Piesseville · Pingaring · Pingelly · Pithara · Popanyinning · Quairading · Quindanning · Regans Ford · Seabird · Shackleton · Southern Cross · Spencers Brook · Tammin · Tincurrin · Toodyay · Trayning · Varley · Wagin · Walebing · Walgoolan · Wandering · Wannamal · Watheroo · Welbungin · West Dale · West Toodyay · Westonia · Wialki · Wickepin · Wilbinga · Williams · Wongan Hills · Woodridge · Wubin · Wundowie · Wyalkatchem · Yealering · Yelbeni · Yellowdine · Yilliminning · Yerecoin · York · Yorkrakine · Yornaning · Yoting · Youndegin